# پرااخترماهی‌ها
پرااخترماهی‌ها (نام علمی: Paragalaxias) نام یک سرده از تیره اخترماهیان است.